# بادینان
بادینان (به فرانسوی: Baudignan) یک کمون (فرانسه) در فرانسه است که در canton of Gabarret واقع شده‌است. بادینان ۲۳٫۳ کیلومتر مربع مساحت دارد ۱۴۹ متر بالاتر از سطح دریا واقع شده‌است.